# Vespadelus vulturnus
Vespadelus vulturnus és una espècie de ratpenat de la família dels vespertiliònids. És endèmic del sud-est d'Austràlia, incloent-hi l'illa de Tasmània. Els seus hàbitats naturals són els boscos mixtos temperats i els boscos esclerofil·les secs i humits. El nom específic deriva de Vulturnus, el nom que donaven els antics romans al vent del sud-est, en referència a la part d'Austràlia on viu aquest ratpenat.

## Reproducció
Les femelles pareixen una sola cria.

## Estat de conservació
No sembla que hi hagi grans amenaces per a aquesta espècie, encara que la desforestació per a l'obtenció de sòl agrícola al nord de Nova Gal·les del Sud en sigui una de potencial.